# OR4F6
OR4F6 (англ. Olfactory receptor family 4 subfamily F member 6) – білок, який кодується однойменним геном, розташованим у людей на короткому плечі 15-ї хромосоми. Довжина поліпептидного ланцюга білка становить 312 амінокислот, а молекулярна маса — 35 355.
| 10         |  | 20         |  | 30         |  | 40         |  | 50         |
| ---------- |  | ---------- |  | ---------- |  | ---------- |  | ---------- |
| MDEANHSVVS |  | EFVFLGLSDS |  | RKIQLLLFLF |  | FSVFYVSSLM |  | GNLLIVLTVT |
| SDPRLQSPMY |  | FLLANLSIIN |  | LVFCSSTAPK |  | MIYDLFRKHK |  | TISFGGCVVQ |
| IFFIHAVGGT |  | EMVLLIAMAF |  | DRYVAICKPL |  | HYLTIMNPQR |  | CILFLVISWI |
| IGIIHSVIQL |  | AFVVDLLFCG |  | PNELDSFFCD |  | LPRFIKLACI |  | ETYTLGFMVT |
| ANSGFISLAS |  | FLILIISYIF |  | ILVTVQKKSS |  | GGIFKAFSML |  | SAHVIVVVLV |
| FGPLIFFYIF |  | PFPTSHLDKF |  | LAIFDAVITP |  | VLNPVIYTFR |  | NKEMMVAMRR |
| RCSQFVNYSK |  | IF         |  |            |  |            |  |            |

A: Аланін

C: Цистеїн

D: Аспарагінова кислота

E: Глутамінова кислота

F: Фенілаланін

G: Гліцин

H: Гістидин

I: Ізолейцин

K: Лізин

L: Лейцин

M: Метіонін

N: Аспарагін

P: Пролін

Q: Глутамін

R: Аргінін

S: Серин

T: Треонін

V: Валін

W: Триптофан

Кодований геном білок за функціями належить до рецепторів, g-білокспряжених рецепторів, білків внутрішньоклітинного сигналінгу. 
Локалізований у клітинній мембрані, мембрані.